# 小久保丈二
小久保 丈二（こくぼ じょうじ、1966年4月13日 - ）は、日本の俳優。本名同じ。山形県鶴岡市出身。演劇集団円および円企画に所属。

## 来歴・人物
1985年、円・演劇研究所に入団。1990年、会員昇格、現在に至る。演劇『天守物語』『ジュリアス・シーザー』『マルフィ公爵夫人』などの重厚な芝居から、児童劇まで幅広く出演する。
テレビドラマや映画にも活動の場を拡げ、『るろうに剣心 京都大火編 / 伝説の最後編』では、隠密御庭番衆のひとり黒尉（くろじょう）を演じた。

## 出演

### 演劇
- イエスタデイ（1989年、演劇集団円）
- 天守物語（1989年、演劇集団円）
- イワーノフ（1990年、演劇集団円）
- ジュリアス・シーザー（1990年　演劇集団円）
- マイ・フェアレディ・イライザ（1992年　演劇集団円）
- 桜の園（1993年、演劇集団円）
- インナーチャイルド（1998年、演劇集団円）
- ハムレット（東京グローブ）
- 渥美清子の青春（紀伊國屋サザンシアター）
- マルフィ公爵夫人（2002年　演劇集団円）
- ウエアハウス―circle-(2011年　演劇集団円　構成・演出鈴木勝秀）
- どんどこどん―こどものためのことばラエティ―（演劇集団円　円・こどもステージ）
- おばけリンゴ（2006年、演劇集団円　円・こどもステージ）
- ひゅーどろろ（2010年、演劇集団円　円・こどもステージ）

### テレビドラマ
- 仕掛人・藤枝梅安（フジテレビ）
- 土曜ワイド劇場
  - 「新・赤かぶ検事奮戦記」（1994 - 2005年） - 吉沢事務官 役
  - 「嫁姑が謎に挑戦」（1998年） - 須崎一郎 役
- 警察署長II（テレビ朝日）
- 金曜エンタテイメント
  - 「坊ちゃん教授の事件簿1」（1997年） - 水沢刑事 役
- 火曜サスペンス劇場
  - 「弁護士・朝日岳之助12」（1999年） - 橋爪医師 役
  - 「弁護士・高林鮎子28」（2001年） - 関口信次 役
- 月曜ドラマスペシャル
  - 「刑事・野呂盆六2」（1994年） - 木田刑事 役
- 月曜ミステリー劇場
  - 「弁護士 朝吹里矢子1」（2002年） - 桑原靖男 役
- 真夜中の雨（2002年） - 肥後雅史 役
- ブラッディ・マンデイ（2008年） - 池田勝彦 役
- ドラマスペシャル・白洲次郎（2009年） - 樺山丑二 役
- オルトロスの犬 第4話（2009年8月14日、TBS）
- 龍馬伝（2010年） - 井上正太郎 役
- 特上カバチ!!（2010年） - 原山支店長 役
- 鬼平犯科帳スペシャル 一寸の虫（2011年） - 伊太郎 役
- JIN-仁- 完結編（2011年） - 松平春嶽 役
- 平清盛 (NHK大河ドラマ)（2012年） - 徳大寺実能 役
- Gメン'75 第283話「オホーツク海の幽霊船」（1981年、TBS） - 荒牧洋太郎 役
- ハンチョウ〜警視庁安積班〜 シリーズ6 第5話（2013年、TBS）
- 軍師官兵衛（2014年） - 真木島昭光 役
- ヤメゴク〜ヤクザやめて頂きます〜（2015年） - 浅沼法男 役
- 水曜ミステリー9
  - 「鉄道警察官・清村公三郎3」（2006年） - 大滝刑事 役
  - 「監察医・篠宮葉月 死体は語る」
    - 第8作（2007年） - 島田刑事 役
    - 第15作（2014年） - 青木検視官 役
- デスノート（2015年） - 郷田健二（郷澤誠也） 役
- 遺留捜査（2017年） - 内海弁護士 役
- 仮面ライダービルド（2017年、テレビ朝日） - 葛城忍 /仮面ライダービルド 役[3]
- 将棋めし（2017年） - ナレーション
- 相棒
  - Season 6（2008年） - 国枝弘和 役
  - Season16（2017年） - 松下の秘書 役
  - Season21（2023年） - 牧村遼太郎 役
- 科捜研の女（2019年） - 水野幹夫 役
- 特捜9 SP（2019年） - 黒山僚一 役
- 病室で念仏を唱えないでください（2020年） - 大崎部長 役
- はぐれ刑事三世（2020年、テレビ朝日） - 三田蓮太郎 役
- 警視庁強行犯係・樋口顕（2021年） - 沖田弁護士 役
- 監察の一条さん（2022年） - 真中鉄矢 役
- つまらない住宅地のすべての家（2022年） - 北原医師 役
- 月曜プレミア8
  - 「再雇用警察官5」（2023年） - 岡部誠 役
  - 「さすらい署長 風間昭平16」（2023年） - 岡田智久 役
- ブラック・ジャック (実写版)　（2024年）　－ 医者役

### 映画
- 噛む女（日活）
- 利休（松竹）
- おいしい結婚（東宝）
- 子連れ狼―この小さき手に―（松竹）
- お日柄もよくご愁傷さま（東映）
- 大安に仏滅!?（東映）
- 田園のユーウツ（プライド・ワン）
- 愛の流刑地（東宝）
- ハゲタカ（東宝）
- るろうに剣心 京都大火編 / 京都大火編（2014年8月1日 / 9月13日、ワーナー・ブラザース映画） - 黒尉 役
- ミュージアム（ワーナー・ブラザーズ映画）
- 神様のカルテ2（東宝）
- 3月のライオン（東宝）
- 東京喰種トーキョーグール（松竹）
- 劇場版 仮面ライダービルド Be The One（東映） - 葛城忍 役
- 空飛ぶタイヤ（2018年） - 紀本孝道
- 夜明けを信じて。（2020年10月16日、日活） - 後藤常務 役
- るろうに剣心 最終章 The Final（2021年4月23日、ワーナー・ブラザース映画） - 黒尉 役
- 愛国女子—紅武士道（2022年2月18日、日活） - 採用担当者 帝都新聞 役
- 呪い返し師—塩子誕生（2022年10月7日、日活） - 唯物論の悪魔 役

### オリジナルビデオ
- ビルド NEW WORLD 仮面ライダーグリス（2019年） - 葛城忍 役[4]

### テレビアニメ
- キノの旅 -the Beautiful World-（2003年、案内兵）

### OVA
- 銀河英雄伝説外伝 叛乱者（2000年、グナイスト）

### ラジオ
- 三国志
- 柳田国男故郷七十年[5]

### CM
- コーセー化粧品（ナレーション）
- NTTコミュニケーションズ（ナレーション）
- ホーチキ（ナレーション）
- 鹿島建設（ラジオCM）
- シャディ（ラジオCM）
- 全国銀行協会（ラジオCM）
- 中小企業庁（ナレーション）
- 東芝（ラジオCM）
- 競輪（ラジオCM）
- NTT DOCOMO（ラジオCM）
- 三井住友VISAカード（ラジオCM）
- UR賃貸住宅　グリーンマネージャー篇（グリーンマネージャ出演）